# Timesiteu
|  | Aquest article tracta sobre Timesiteu el poeta tràgic. Si cerqueu Timasiteu, proxenos dels mosinecs, vegeu «Timasiteu (proxenos)». |

Timesiteu (en llatí Timesitheus, en grec antic Τιμησίθεος) fou un poeta tràgic grec que només menciona Suides i dona el nom de les seves obres:
- Δαναΐδες (Danaides)
- Ἕκτορος λύτρα (El rescat d'Hèctor)
- Ἡρακλἡς (Hèracles)
- Ἰξίων (Ixíon)
- Καπανεύς (Capaneu)
- Μέμνων (Mèmnon)
- Μνηστῆρες (Mnesteres "Els pretendents"), que tant podrien ser els d'Helena com els de Penèlope.
- Ζηνὸς γοναί (Zenos gonai "La genealogia de Zenó")
- Ἑλένης ἀπαίτησις (Helénes apaítesis "La reclamació d'Helena")
- Ὀρέστης [καὶ] Πυλάδης (Orestes i Pílades)
- Κάστωρ καὶ Πολυδεύκης (Càstor i Pòl·lux)

Es sospita que va viure poc abans de Sòfocles i Eurípides, al final del segle VI aC i començament del segle V aC. Fabricius l'inclou a la Bibliotheca Graeca.